# King of the Rodeo
King of the Rodeo is een nummer van de Amerikaanse rockband Kings of Leon uit 2005. Het is de derde single van hun tweede studioalbum Aha Shake Heartbreak.
Net als de vorige singles van Kings of Leon, wist ook "King of the Rodeo" geen hitlijsten te behalen in de Verenigde Staten, het thuisland van de band. Wel werd de plaat een bescheiden hit in het Verenigd Koninkrijk, waar het de 41e positie bereikte.

## Tracklijst
Cd-single
1. "King of the Rodeo" – 2:25
2. "Taper Jean Girl" (live in Belgium) – 3:13
3. "Molly's Chambers" (live in Belgium) - 2:40
4. "King of the Rodeo" (video) - 3:10

7-inch vinyl
1. "King of the Rodeo" – 2:25
2. "Soft" – 3:02